# Burger Lambrechts
Burger Lambrechts (Phalaborwa, província de Limpopo, 3 de abril de 1973) é um antigo atleta sul-africano, que foi campeão africano e campeão da Commonwealth no arremesso do peso.

## Biografia
Em 2001, Lambrechts foi suspenso de todas as competições, por dois anos, devido ao uso de estanozolol, uma substância proibida pela IAAF. Regressou em 2003, a tempo de se voltar a sagrar campeão pan-africano e de ganhar a medalha de prata nos Jogos Afro-Asiáticos de Hyderabad. Em 2005 decidiu pôr fim à sua carreira de alta competição. Porém, acabou por regressar cinco anos depois, aos 37 anos de idade, para ganhar novamente a medalha de ouro nos Campeonatos Africanos.
Participou em duas Olimpíadas, mas, em ambos os casos, sem sucesso. Nos Jogos de Sydney 2000 foi 8º no grupo A de qualificação com 19.75 m, enquanto que nos Jogos de Atenas 2004 foi 18º no grupo B de qualificação com 18.67 m.
A sua melhor marca pessoal ao ar livre é de 20.90  m e foi obtida em Port Elizabeth no ano de 2001.
Em 2007, com um peso corporal de 135 kg, Lambrechts tornou-se o mais pesado homem do mundo a completar os 250 km da Kalahari Augrabies Extreme Marathon, um evento que é considerado a mais difícil corrida pedestre do planeta.